# James Stewart

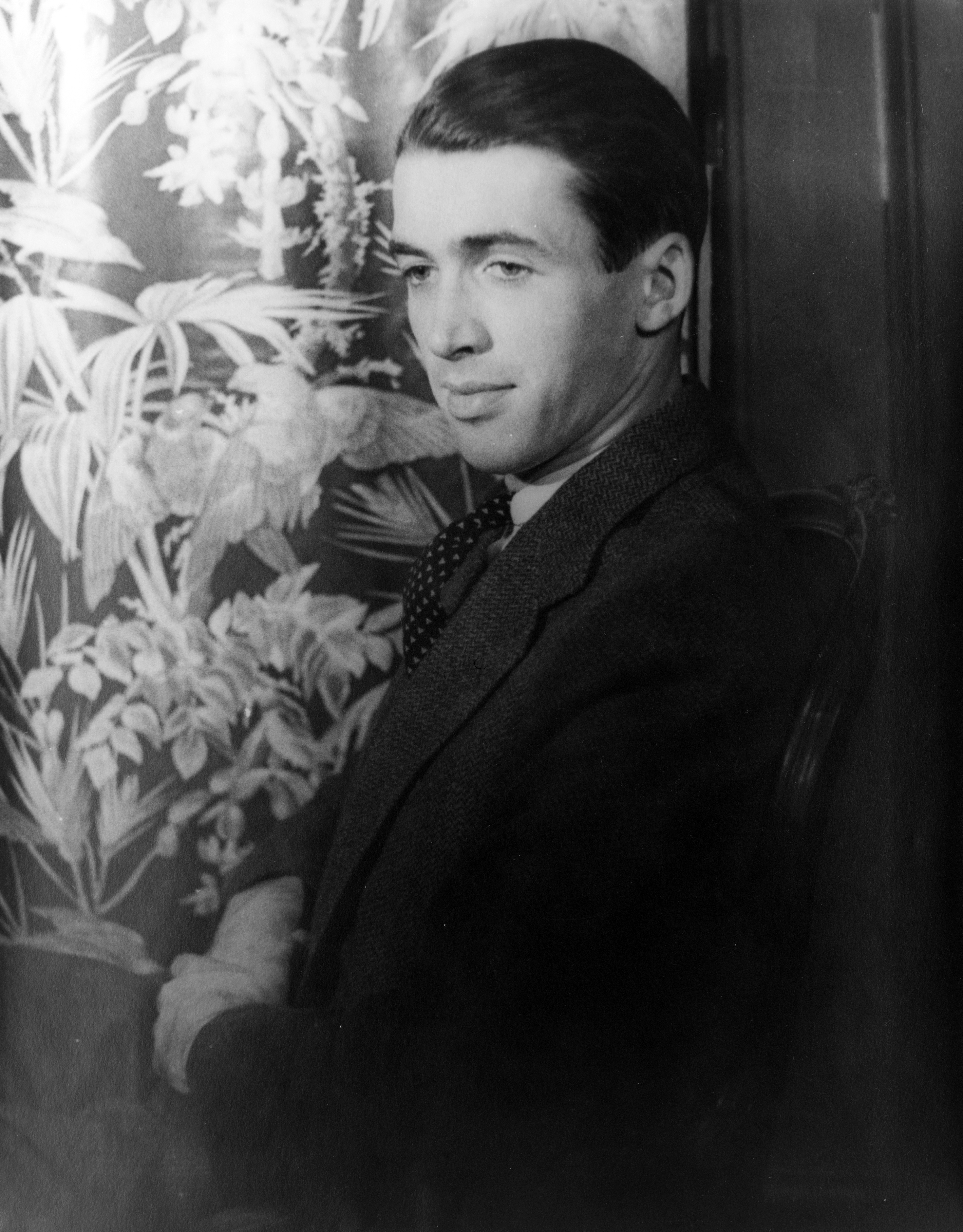
James Stewart (Foto von Carl van Vechten, 1934)

James „Jimmy“ Maitland Stewart (* 20. Mai 1908 in Indiana, Pennsylvania; † 2. Juli 1997 in Beverly Hills, Kalifornien) war ein US-amerikanischer Schauspieler und Oscar-Preisträger. Zwischen 1934 und 1991 hatte Stewart fast 100 Film- und Fernsehauftritte, er gilt als einer der erfolgreichsten Schauspieler der Filmgeschichte.
Seinen Durchbruch erreichte er Ende der 1930er Jahre durch Frank Capras Komödien Lebenskünstler und Mr. Smith geht nach Washington. Stewart verkörperte meist den leicht unsicheren, bodenständigen und oftmals idealistischen „Durchschnitts-Amerikaner“, so etwa als George Bailey im Weihnachtsklassiker Ist das Leben nicht schön?. Ab den 1950er Jahren spielte er zunehmend auch Charakterrollen mit düsteren Facetten, darunter in Western von Anthony Mann und John Ford. Mit Alfred Hitchcock drehte Stewart die Filmklassiker Cocktail für eine Leiche, Der Mann, der zuviel wußte, Das Fenster zum Hof und Vertigo; die beiden zuletzt genannten zählen zu den bedeutendsten Kriminalfilmen überhaupt.
Im Jahr 1941 gewann er den Oscar als bester Hauptdarsteller für die Screwball-Komödie Die Nacht vor der Hochzeit, außerdem erhielt er 1985 einen Ehrenoscar. Darüber hinaus wurde Stewart mit zwei Golden Globes, dem Goldenen Ehrenbären sowie der Presidential Medal of Freedom ausgezeichnet. Das American Film Institute wählte ihn 1999 auf Platz 3 der größten männlichen US-Filmlegenden hinter Humphrey Bogart und Cary Grant.

## Frühes Leben
James Maitland Stewart wurde am 20. Mai 1908 in Indiana, Pennsylvania, als ältestes von drei Kindern des Ehepaares Elizabeth Ruth Johnson (1875–1953) und Alexander Maitland Stewart (1871–1961) geboren. Stewart, dessen Vater einen Eisenwarenhandel in dritter Generation besaß, hatte schottische und irische Vorfahren. Seine Mutter war Pianistin, und auch ihr Sohn interessierte sich schon früh für Musik und spielte unter anderem Akkordeon. Stewart sollte eigentlich den väterlichen Eisenwarenladen übernehmen, nachdem er seine Schulausbildung 1926 an der Mercersburg Academy abgeschlossen hatte. Allerdings studierte Stewart, der ein Interesse an Modellflugzeugen und anderen Konstrukten hatte, stattdessen an der Princeton University Architektur. Er bestand 1932 die Abschlussprüfung zum Architekten, übte aber diesen Beruf nie aus.
Der Oscar, den Stewart 1941 gewann, stand 25 Jahre lang im Schaufenster der Eisenwarenhandlung seines Vaters. 1995 eröffnete in Stewarts Geburtsstadt Indiana das James Stewart Museum.
Bereits während der Schulzeit fand Stewart Interesse an der Schauspielerei und war Mitglied schulischer Theatergruppen. Schließlich wurde er zur kleinen Theatergruppe Falmouth Players eingeladen, die vom späteren Regisseur Joshua Logan, einem Studienfreund aus Princeton, geleitet wurde. In der Truppe traf er auf die jungen Schauspieler Henry Fonda und Margaret Sullavan, die später wie Stewart erfolgreiche Filmkarrieren in Hollywood hatten. Fonda blieb zeitlebens einer der engsten Freunde Stewarts. In den frühen 1930er Jahren trat James Stewart – der sich damals mit Fonda ein Zimmer teilte – in kleineren Rollen am Broadway auf. Nachdem Hedda Hopper die Filmgesellschaft Metro-Goldwyn-Mayer auf Stewart aufmerksam gemacht hatte, erhielt dieser 1935 einen damals typischen Siebenjahresvertrag.

## Filmkarriere

### 1935–1940: Aufstieg zum Star
Zu Beginn seiner Filmkarriere, Mitte der 1930er Jahre, spielte Stewart zunächst kleinere Rollen neben etablierten Stars wie Spencer Tracy, Joan Crawford, Edward G. Robinson oder Clark Gable und trat zum Beispiel 1936 in neun Filmen auf. Durch seine jungenhafte Erscheinung und seine Darstellung positiver, liebenswerter Charaktere wurde der Schauspieler bald auf das Image des „guten Jungen von nebenan“ festgelegt und war in zeittypischen Komödien oder Revuefilmen zu sehen. 1936 stand er für die Kriminalkomödie … und sowas nennt sich Detektiv, den zweiten Film der erfolgreichen Dünner-Mann-Serie, an dritter Stelle der Besetzungsliste hinter William Powell und Myrna Loy. Stewart entpuppt sich am Ende des Filmes – für den Zuschauer überraschend – als dreifacher Mörder. Ebenfalls 1936 verkörperte er den frustrierten Geliebten von Jean Harlow in der Komödie Seine Sekretärin.
1938 startete Stewart seine erfolgreiche Zusammenarbeit mit Star-Regisseur Frank Capra, der ihm eine der Hauptrollen in seiner Gesellschafts-Komödie Lebenskünstler gab. Stewart verliebt sich hier als Sohn aus reichem, kapitalistischen Hause in die Tochter (Jean Arthur) einer exzentrischen Familie. Lebenskünstler erhielt einen Oscar als Bester Film des Jahres und war auch kommerziell ein Erfolg, womit Stewart der Sprung zum Star gelang. Im Jahr darauf spielte der 31-jährige James Stewart für Regisseur Capra jene Rolle, mit der ihm der Durchbruch gelang: In der klassischen Komödie Mr. Smith geht nach Washington war er 1939 als naiv-idealistischer Senator zu sehen, der in Washington gegen das korrupte Polit-Establishment rebelliert. Kritik und Publikum reagierten sehr positiv auf den Film und Stewarts Darstellung, die allgemein als eine seiner besten Leistungen gilt. Der Höhepunkt des Films ist eine 24-stündige, leidenschaftliche Dauerrede des jungen Mr. Smith vor dem Senat, bei der er seinen Ruf verteidigt und nach der er schließlich erschöpft zusammenbricht. 1939 trat der Darsteller außerdem erstmals in einem Western auf und spielte neben Marlene Dietrich (als Saloonsängerin) in Der große Bluff einen integren Deputy-Sheriff. Der Film wurde zu einem großen Kinoerfolg. Mit diesen Filmen schaffte Stewart den Sprung zu den Top-Stars in Hollywood, zu denen er bis Mitte der 1960er Jahre gehörte.

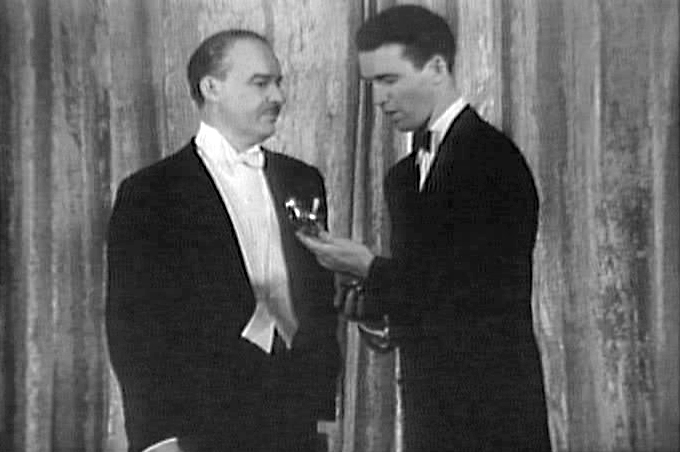
James Stewart erhält seinen Oscar für Die Nacht vor der Hochzeit (1941)

1940 gab Komödienspezialist Ernst Lubitsch Stewart die Hauptrolle in der Liebeskomödie Rendezvous nach Ladenschluß, in der sich zwei Kollegen, die einander in herzlicher Abneigung zugetan sind, schließlich doch ineinander verlieben. Margaret Sullavan, Stewarts Kollegin von den Falmouth Players, spielte die zweite Hauptrolle in diesem Komödienklassiker, der in Budapest angesiedelt war. Im selben Jahr trat James Stewart als Zeitungsreporter in George Cukors Screwball-Komödie Die Nacht vor der Hochzeit auf, die zu einem großen Erfolg bei Kritik und Publikum wurde und mit Stewart, Cary Grant und Katharine Hepburn gleich drei führende Stars aufzubieten hatte. Der Film, der durch seine scharfzüngigen Dialoge und seine perfekte Besetzung zum Klassiker wurde und zahlreiche freie Remakes nach sich zog, bescherte James Stewart 1941 den Oscar als Bester Hauptdarsteller. Dieser Preis wird häufig als Kompensation für das Vorjahr angesehen, in dem Stewart in Mr. Smith geht nach Washington seine vielleicht beste schauspielerische Leistung abgeliefert hatte, aber gegen Robert Donat verlor.

#### Schauspielstil und Markenzeichen
Während dieser Zeit fand der 1,91 Meter große, schlanke Schauspieler auch seine „Leinwandfigur“, die er in vielen seiner folgenden Filme spielte: einen etwas schüchternen und manchmal verwirrten oder naiven jungen Mann aus der Mittelschicht, der allerdings zugleich bodenständig und sympathisch ist und dem Zuschauer als Identifikationsfigur dient. Dazu passte, dass er von seinen Landsleuten häufig nicht „James“, sondern „Jimmy“ Stewart genannt wurde. Zugleich besitzen viele seiner Figuren, vor allem die aus seinen Capra-Komödien, einen gewissen Idealismus. Zu Stewarts Markenzeichen gehörte sein gedehntes Sprechen („drawl“) sowie seine unverkennbare Stimme, die vielfach parodiert wurde. Sein Schauspielkollege Cary Grant sagte über Stewart, dass dieser als einer der ersten im Filmgeschäft – noch vor Marlon Brando – die Fähigkeit gehabt habe, natürlich wie in einer echten Konversation sprechen zu können. Stewart selbst soll zu seinem Schauspielstil gesagt haben: „Ich agiere nicht. Ich reagiere.“

### 1941–1946: Einsatz im Zweiten Weltkrieg

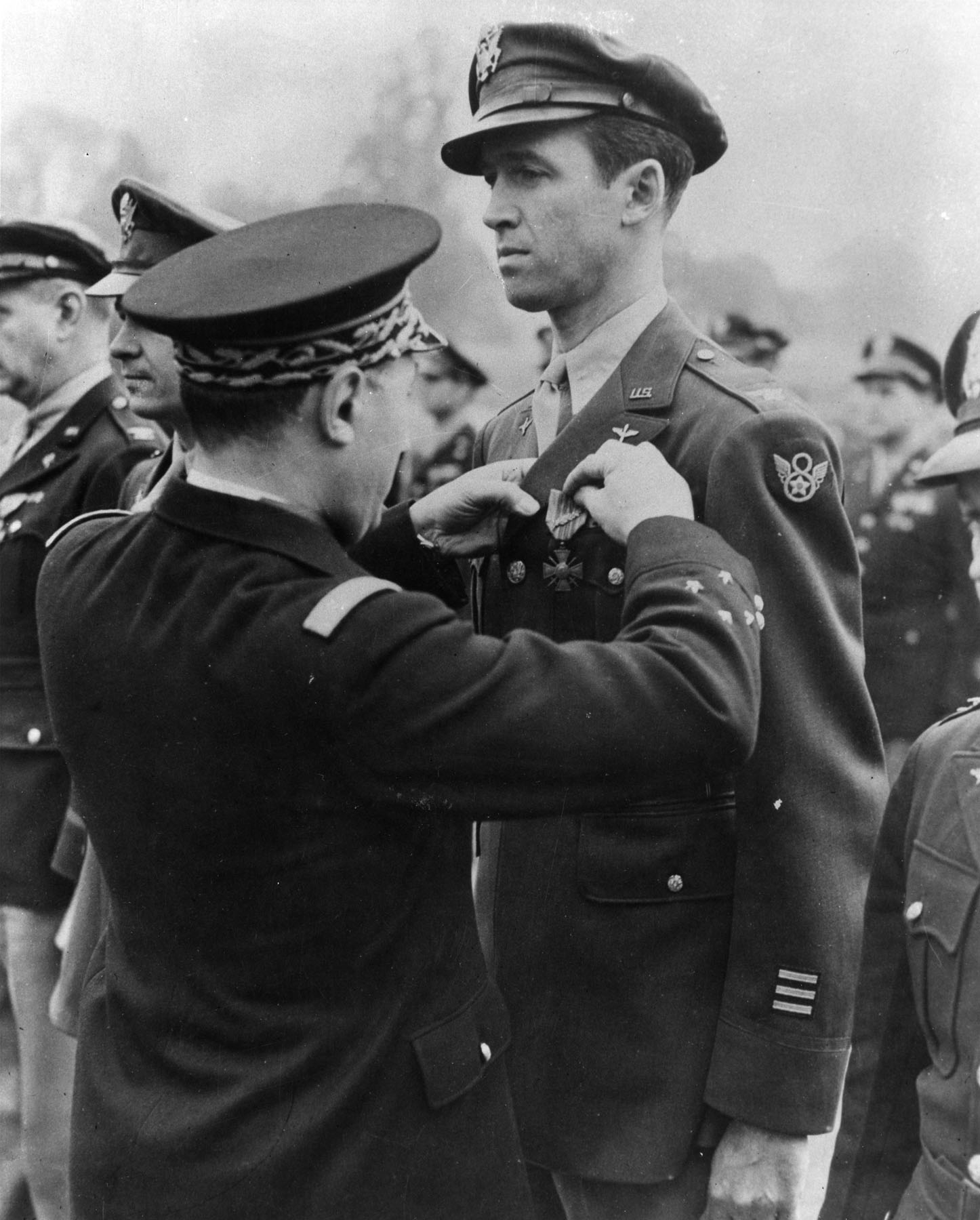
Colonel der United States Army Air Forces James Stewart bei der Verleihung des Croix de guerre, 1945

Nachdem Stewart bis 1941 noch in drei weiteren – weniger bedeutenden – Filmen mitgespielt hatte, trat er am 22. März 1941 in die US-Streitkräfte ein und startete seine soldatische Karriere als Pilot bei den United States Army Air Forces (USAAF). Anfang 1942 wurde er zum Leutnant befördert und war als Fluglehrer sowie in der Propaganda, zum Beispiel im Dokumentarfilm Winning Your Wings von 1942, tätig. Ab 1943 nahm er dann als Bomberpilot und Operationsoffizier bei Einheiten der 8th Air Force in Europa an über 20 Feindflügen teil und kehrte hoch dekoriert, unter anderem mit dem Distinguished Flying Cross und der Air Medal sowie dem französischen Croix de guerre, nach Amerika zurück. In derselben Einheit diente auch der spätere Schauspielkollege Walter Matthau. Im März 1945 wurde Stewart zum Oberst befördert und hatte es damit in nur vier Jahren vom einfachen Soldaten zum Oberst bracht.
Anschließend war Stewart Reserveoffizier der USAAF beziehungsweise United States Air Force (USAF) und wurde 1957 zum Brigadegeneral der Air Force Reserve befördert. Stewart war damit der höchstrangige Hollywood-Star bei den amerikanischen Streitkräften. Seine Militärkarriere beendete er am 1. Juni 1968 altersbedingt nach 27 Jahren Dienstzeit. Bei seiner Pensionierung wurde ihm die Air Force Distinguished Service Medal verliehen.
Die Hollywood-Kriegsfilme hielt Stewart hingegen für unrealistisch und wirkte deshalb auch nur in zwei Filmen dieses Genres mit.
Erst nach Kriegsende kehrte James Stewart nach Hollywood zurück, wo mittlerweile sein Siebenjahresvertrag mit der MGM ausgelaufen war. Er unterschrieb einen Vertrag bei Liberty Films, einer der ersten unabhängigen Produktionsgesellschaften, die von den Regisseuren Frank Capra und George Stevens gegründet worden war. Später gehörte er zu den ersten Filmstars, die als freie Schauspieler ohne Studiovertrag arbeiteten.

### 1946–1949: Rückkehr nach Hollywood
1946 setzte Stewart seine erfolgreiche Zusammenarbeit mit Regisseur Frank Capra fort und spielte in dessen Film Ist das Leben nicht schön? eine seiner berühmtesten Rollen. Ausgerechnet am Weihnachtsabend verliert Stewarts Figur George Bailey, der beliebteste Bürger der fiktiven Stadt Bedford Falls, wegen existenzbedrohender Geldsorgen den Lebensmut und will Selbstmord begehen. Zusammen mit einem Engel, der zu Georges Rettung geschickt wird, erfährt der Zuschauer in langen Rückblenden, dass sich Bailey während seines ganzen Lebens stets selbstlos für andere aufgeopfert hat und seine eigenen Träume zurückgesteckt hat. Capras parabelhafte Tragikomödie enttäuschte an den Kinokassen, wurde im Lauf der Jahre aber zu einem der beliebtesten James-Stewart-Filme und gilt als Klassiker der Filmgeschichte. Ist das Leben nicht schön? zählt seit Jahrzehnten zum weihnachtlichen Fernseh-Standardprogramm. Auch Stewart selbst bezeichnete Ist das Leben nicht schön? als den Lieblingsfilm aus seinem Werk, ebenso George Bailey als seine Lieblingsfigur.
1946 war James Stewart zusammen mit Bob Hope Gastgeber der Oscarverleihung 1946. Zwölf Jahre später moderierte er nochmals zusammen mit David Niven, Jack Lemmon, Rosalind Russell und Bob Hope die Oscarverleihung 1958.
1947 konnten sich Stewarts Filme an den Kinokassen nicht durchsetzen, und Stewart selbst erhielt unpassende Rollen wie den selbstbewussten Meinungsforscher aus Fremde Stadt. Erst 1948 konnte er mit dem Kriminaldrama Kennwort 777 unter Regie von Henry Hathaway wieder an seine Vorkriegserfolge anknüpfen. Als zunächst zynischer Reporter gelingt es Stewart, die Unschuld eines Mannes zu beweisen, der wegen Mordes im Gefängnis sitzt. Stewart, der bis dahin eher Komödien gedreht hatte, spielte fortan auch in düstereren Filmen wie Thrillern oder Western.
1948 startete James Stewart seine zehnjährige Zusammenarbeit mit dem britischen Regisseur Alfred Hitchcock, der sich in Hollywood als Thriller-Spezialist etabliert hatte. Der erste gemeinsame Film des späteren Erfolgsduos war Cocktail für eine Leiche, in dem Stewart als ehemaliger Lehrer von zwei Studenten auftrat, die den scheinbar „perfekten Mord“ begangen haben. Durch eine virtuose Kameraführung wurde der Eindruck erzeugt, der theaterhafte Film sei ohne einen einzigen Schnitt in Szene gesetzt worden. Hitchcock selbst bezeichnete dies später als Fehler („Filme müssen geschnitten werden“). Cocktail für eine Leiche wurde zum Misserfolg, findet allerdings heute bei Filmkritikern wieder größeren Anklang. Mit dem Drama The Stratton Story, in dem er als Baseballspieler zu sehen ist, der einen Jagdunfall erleidet, gelang James Stewart 1949 ein weiterer Kinohit; der Film wurde aber nie im deutschsprachigen Fernsehen gezeigt.

### 1950–1957: Rollenwandel und Zusammenarbeit mit Hitchcock und Mann
In den 1950er Jahren befand sich Stewart auf dem Höhepunkt seiner Karriere und zählte zu den international populärsten Filmdarstellern. Wie kaum ein anderer Star war er genreübergreifend erfolgreich und trat in Komödien, Thriller, Western und dramatischen Filmen auf. Als sehr erfolgreich erwies sich zu Anfang der Dekade die Komödie Mein Freund Harvey (1950), in der Stewarts liebenswert-schrulliger Elwood P. Dowd Probleme mit seinen Mitmenschen bekommt, als er behauptet, er sei mit einem zwei Meter großen, unsichtbaren weißen Hasen namens Harvey befreundet.
1950 nahm Stewart in Delmer Daves’ Der gebrochene Pfeil, dem Western, der die Darstellung der Indianer revolutionierte und humanisierte, seine Arbeit als Westerndarsteller wieder auf und startete eine erfolgreiche Zusammenarbeit mit Genre-Spezialist Anthony Mann, der ihn erstmals in dem Klassiker Winchester ’73 einsetzte. In den Anthony-Mann-Western, die er in der ersten Hälfte der 1950er Jahre drehte, stellte Stewart, der bis dahin vor allem positiv besetzte Figuren gespielt hatte, auch widersprüchliche, auf Rache sinnende und weniger heldenhafte Charaktere dar. Unter Manns Regie trat er in Western wie Nackte Gewalt (1953) oder Über den Todespaß (1954) auf, die seine Stellung als einer der führenden Stars dieses Genres festigten. Nach 1955 wollte Stewart nicht mehr mit Mann zusammenarbeiten, mit dem er innerhalb weniger Jahre sieben erfolgreiche Filme gedreht hatte, darunter auch außerhalb des Westerngenres die Filmbiografie Die Glenn Miller Story (1953). Stewart warf Mann den Misserfolg von Die Uhr ist abgelaufen (1957) vor, einem Film, der ihm besonders am Herzen lag, weil er hier seinem Hobby, dem Akkordeonspiel, einmal in einem Film nachgehen konnte.
1954 wurde Stewart erneut von Alfred Hitchcock engagiert, der ihn in Das Fenster zum Hof neben Grace Kelly einsetzte. Der von Stewart dargestellte Fotojournalist L. B. Jefferies ist nach einem Unfall durch ein Gipsbein auf einen Rollstuhl angewiesen und beobachtet von seinem Fenster aus das Geschehen im Hinterhof seiner Apartmentanlage. Jeffries ist aufgrund seiner Beobachtungen davon überzeugt, dass einer der Nachbarn (Raymond Burr) seine Ehefrau ermordet hat, stößt mit seinem entsprechenden Verdacht aber zunächst auf Unverständnis. Dieser Streifen wurde für Stewart und Hitchcock zu einem großen Erfolg und ging als einer der bedeutendsten Kriminalthriller in die Filmgeschichte ein.
Mit dem großangelegten Kriminalthriller Der Mann, der zuviel wußte setzen Hitchcock und Stewart 1956 ihre erfolgreiche Zusammenarbeit fort. Stewart und sein Co-Star Doris Day waren hier als amerikanisches Ehepaar zu sehen, das schuldlos in ein politisches Komplott verwickelt wird. Als man den kleinen Sohn des Paares entführt, versuchen beide, den Jungen auf eigene Faust zu befreien. Dieser Film – ein freies Remake von Hitchcocks gleichnamigem Streifen aus dem Jahr 1934 – wurde ein großer Erfolg und Ursprung des Liedes Que Sera, Sera. Wie andere Filme des Regisseurs aus dieser Ära verband auch dieser eine publikumswirksame, leicht zugängliche Kriminalhandlung mit hoher formaler Brillanz.

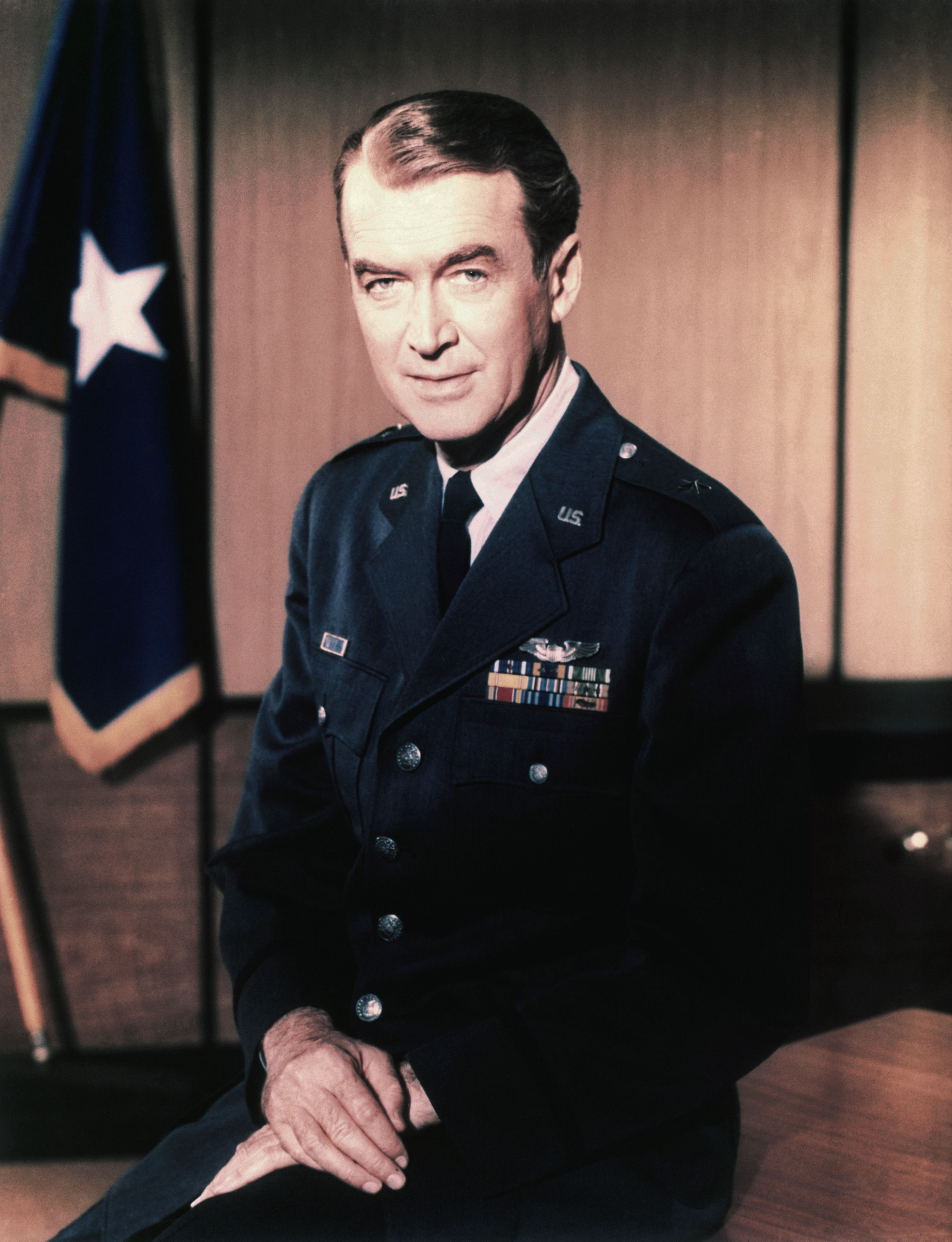
James Stewart als Brigadegeneral (1968)

1957 verpflichtete Star-Regisseur Billy Wilder James Stewart für seinen Film Lindbergh – Mein Flug über den Ozean, der Charles Lindberghs berühmte Atlantiküberquerung aus dem Jahr 1927 schilderte. Der 49-jährige Stewart trat hier in der Rolle des nur halb so alten Charles Lindbergh in Erscheinung. Lindbergh war für den jungen Stewart, einen begeisterten Bastler von Modellflugzeugen, ein Idol gewesen. Der Film, der über weite Strecken im engen Cockpit von Lindberghs Maschine spielte, konnte sich an den Kinokassen nicht durchsetzen, obwohl Stewarts Darstellung gelobt wurde.
Mit Vertigo endete 1958 nach zehn Jahren und vier Filmen die Zusammenarbeit Stewarts mit Alfred Hitchcock. Der melodramatische Thriller schilderte in eindringlichen Bildern die obsessive Leidenschaft des Polizeiinspektors Scottie Ferguson, der sich in eine geheimnisvolle Frau (Kim Novak) verliebt. Publikum und Kritik reagierten seinerzeit reserviert auf den düsteren, verstörenden Film, der zwar seine Herstellungskosten wieder einspielte, aber weit weniger erfolgreich war als die vorigen Werke des Regisseurs. Vertigo wurde im Lauf der Jahre rehabilitiert und gilt heute allgemein als geniales Meisterwerk, mit dem Hitchcock in verschlüsselter Form seine persönlichen Obsessionen thematisierte. Laut François Truffaut, der mit Hitchcock in den 1960er Jahren ein langes Interview führte, machte der Regisseur insgeheim seinen Hauptdarsteller für den Misserfolg des Films verantwortlich, da der 50-jährige Stewart als Liebhaber der halb so alten Kim Novak nicht mehr glaubwürdig gewesen sei. Stewart war sehr daran interessiert, auch in Hitchcocks nächstem Projekt Der unsichtbare Dritte (1959) die Hauptrolle zu übernehmen, doch der Regisseur engagierte stattdessen Cary Grant.

### 1958–1970: Spätere Filmkarriere
In der romantischen Komödie Meine Braut ist übersinnlich (1958) war Stewart erneut an der Seite von Kim Novak zu sehen. Es war die letzte Liebhaberrolle des Darstellers, der sich aus Altersgründen dazu entschloss, keine entsprechenden Filme mehr zu drehen. Die 1950er Jahre endeten für James Stewart mit dem damals provokanten Kriminaldrama Anatomie eines Mordes (1959) von Otto Preminger, in dem er als engagierter Rechtsanwalt in Erscheinung trat. Stewart, dessen Darstellerleistung allgemein als herausragend bewertet wurde, erhielt seine fünfte und letzte Oscarnominierung, unterlag aber Charlton Heston in Ben Hur, was oft als Fehlentscheidung gewertet wurde.
1961 drehte Stewart an der Seite von Richard Widmark Zwei ritten zusammen, den ersten von drei Filmen, die der Darsteller mit dem berühmten Western-Regisseur John Ford realisierte, der das Genre über Jahrzehnte hinweg entscheidend geprägt hatte. Während dieser Streifen eher verhalten aufgenommen wurde, gelang Ford mit Der Mann, der Liberty Valance erschoß (1962) ein Klassiker des Genres. James Stewart war in der Rolle des idealistischen Anwalts Stoddard zu sehen, der den sadistischen Schurken Liberty Valance (Lee Marvin) mit rechtsstaatlichen Mitteln stoppen will, aber letztlich doch auf die Hilfe des rauen Westmannes Tom Doniphon (John Wayne) angewiesen ist. Der Film, der zugleich einer der letzten Schwarzweiß-Western aus Hollywood war, beschwor in melancholischem Ton das Ende des „wilden Westens“, der in Doniphons Gestalt der Zivilisation, dargestellt durch Stewarts Stoddard, weichen muss.
Mit der familienfreundlichen Komödie Mr. Hobbs macht Ferien (1962) gelang Stewart an der Seite von Maureen O’Hara ein großer Kinoerfolg. Der Familienvater Mr. Hobbs will mitsamt seiner Familie einen geruhsamen Urlaub am Meer verbringen, wird aber durch permanente Probleme nervlich stark belastet. In Das war der Wilde Westen, einem großangelegten, episodenhaften Westernepos, trat Stewart 1962 neben einem guten Dutzend anderer Hollywood-Stars als Westerner in Erscheinung. Während der 1960er Jahre war Stewart weiterhin regelmäßig in Westernfilmen zu sehen und spielte unter anderem in John Fords letztem Western Cheyenne (1964), Der Mann vom großen Fluß (1965), Bandolero (1968) oder Die fünf Vogelfreien (1968) neben Henry Fonda. Der Hollywood-Western hatte zu dieser Zeit seinen Zenit nach allgemeinem Tenor jedoch bereits überschritten.

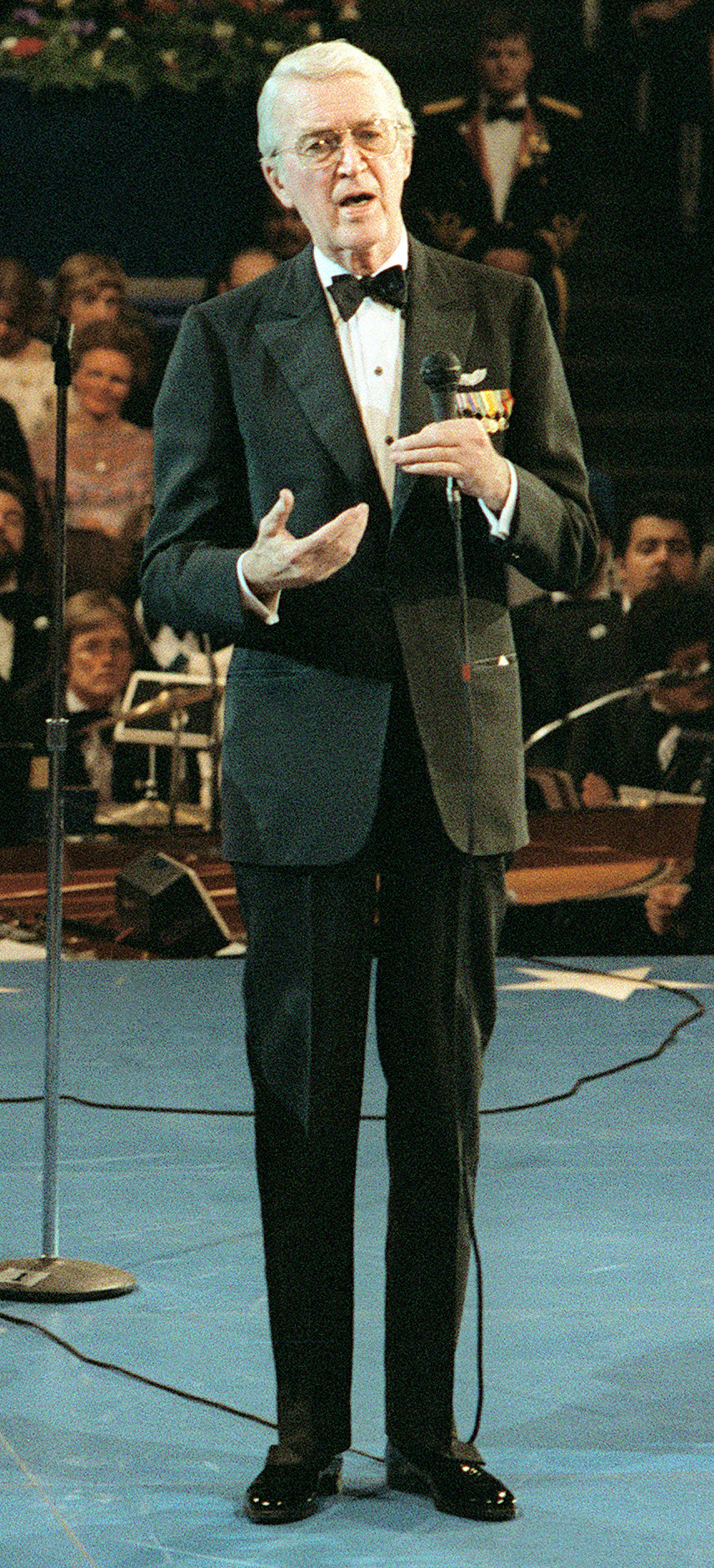
James Stewart im Januar 1981

1965 spielte James Stewart in Der Flug des Phoenix den Piloten einer Transportmaschine, die in der Sahara notlanden muss. Dieses Abenteuerdrama war mit Darstellern wie Richard Attenborough, Ernest Borgnine, Peter Finch, Hardy Krüger hochkarätig besetzt und leitete die Spätphase von James Stewarts Karriere ein, der mittlerweile fast 60 Jahre alt war und, wie die meisten Stars seiner Generation, ab den späten 1960er Jahren kaum noch Kinoerfolge verbuchen konnte.

### 1971–1991: Alterswerk
Ab den frühen 1970er Jahren war James Stewart verstärkt als Fernsehdarsteller präsent und spielte beispielsweise 1973/74 in der Serie Hawkins den titelgebenden Strafverteidiger. In den späten 1970er Jahren klang seine Kinokarriere mit Nebenrollen in Filmen wie Der letzte Scharfschütze (1976) und Verschollen im Bermuda-Dreieck (1977) langsam aus. Zunehmend übernahm er auch Rollen in Fernsehfilmen: So spielte er zusammen mit Bette Davis in Am Ende des Weges (1983) ein altes Ehepaar, das entmündigt werden soll und den gemeinsamen Freitod plant. Für die Fernsehserie Fackeln im Sturm stand er 1987 letztmals vor einer Kamera. Für den Zeichentrickfilm Feivel, der Mauswanderer im Wilden Westen (1991) synchronisierte er den Wildwesthund Wylie, mit dem die Filmemacher den legendären Western-Star Stewart liebevoll parodierten. Dies war Stewarts letzte Filmarbeit.

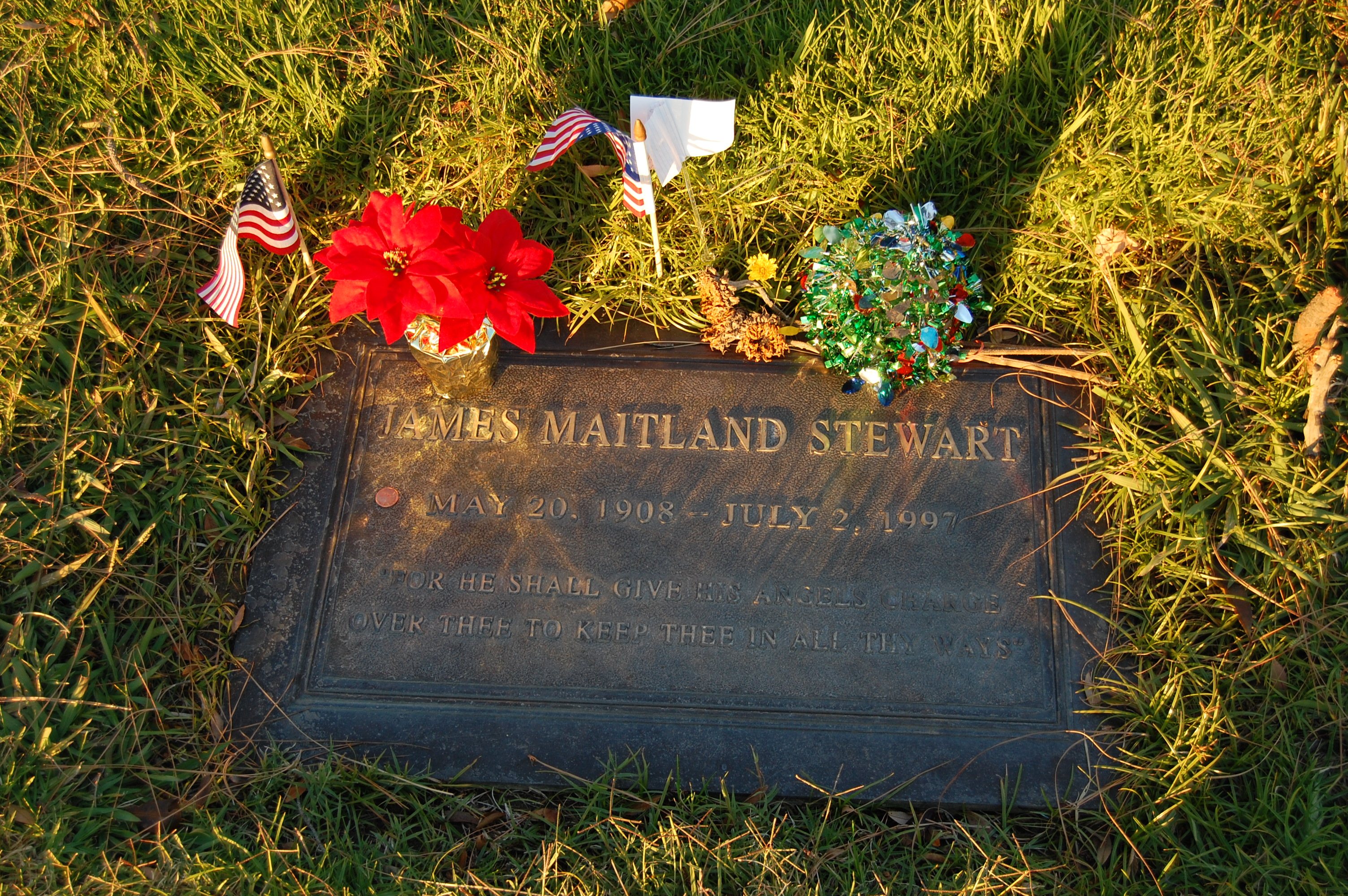
Stewarts Grab auf dem Forest Lawn Memorial Park Cemetery

Aus Anlass seines 50-jährigen Jubiläums als Filmschauspieler erhielt Stewart 1985 einen Ehren-Oscar, der ihm von seinem langjährigen Freund Cary Grant überreicht wurde („Für seine 50 Jahre voller bemerkenswerter Darstellungen, für seine hohen Ideale auf und jenseits der Leinwand, mit Respekt und Zuneigung von seinen Kollegen.“). Zwischen 1935 und 1980 hatte Stewart in 78 Kinofilmen mitgespielt.

## Privatleben
James Stewart wurde jahrelang als einer der begehrtesten Junggesellen Hollywoods gehandelt und hatte Anfang der 1940er Jahre unter anderem eine Beziehung mit Olivia de Havilland. 1949 heiratete Stewart mit 41 Jahren die geschiedene Gloria Hatrick McLean, Schwiegertochter der zwei Jahre vorher verstorbenen Besitzerin des Hope-Diamanten, Evalyn Walsh McLean. Gloria brachte ihre zwei Kinder Ronald und Michael mit in die Ehe, die von Stewart adoptiert wurden. Ronald Walsh McLean fiel am 8. Juni 1969 als First Lieutenant des US Marine Corps im Vietnamkrieg. Der Ehe entstammten außerdem die Zwillinge Kelly und Judy. Stewarts Frau Gloria, mit der er 45 Jahre lang verheiratet gewesen war, starb 1994 mit 75 Jahren an Lungenkrebs.
James Stewart war als konservativer Republikaner bekannt, der unter anderem Richard Nixon und vor allem Ronald Reagan bei öffentlichen Auftritten unterstützte. Sein Freund Henry Fonda war hingegen liberaler Demokrat. Nach einem Streit beschlossen beide, nicht mehr über Politik zu diskutieren. Für einen weiteren Freund, den bereits todkranken Gary Cooper, nahm Stewart 1961 den Ehrenoscar entgegen. Ab Anfang der 1950er Jahre trug James Stewart in der Öffentlichkeit und in seinen Filmen ein Toupet.
Nach dem Tod seiner Frau 1994 verbrachte Stewart seine letzten Lebensjahre zurückgezogen und absolvierte keine öffentlichen Termine mehr. Er starb am 2. Juli 1997 im Alter von 89 Jahren in seinem Haus in Beverly Hills. Todesursache war eine Lungenembolie und ein Herz-Kreislauf-Versagen nach einem langen Atemwegsleiden. Stewart fand seine letzte Ruhe auf dem privaten Friedhof Forest Lawn Memorial Park Cemetery in Glendale, Kalifornien, auf dem weitere Größen aus Film, Fernsehen und Musik beigesetzt sind.
Der Grabspruch ist Ps 91,11 :

„For he shall give his angels charge over thee to keep thee in all thy ways.“

„Denn er hat seinen Engeln befohlen, dass sie dich behüten auf allen deinen Wegen.“

## Synchronsprecher
Zwischen 1948 und 1991 war Siegmar Schneider (1916–1995) der Standardsprecher von James Stewart und orientierte sich bei seiner Synchronarbeit am charakteristischen, oft zögerlichen und leicht stotternden Sprachduktus des Stars. Fast alle von Stewarts Klassikern wurden von Schneider synchronisiert, dessen Stimme allgemein mit dem Star assoziiert wird. Stewart wurde jedoch auch von Hans Nielsen, Peter Pasetti, Eckart Dux oder Wolfgang Lukschy gesprochen. Für spätere Synchronversionen wurde Sigmar Solbach herangezogen, der unter anderem mehrere der frühen Stewart-Filme aus den 1930er Jahren synchronisierte und sich dabei an Siegmar Schneiders Arbeit orientierte.
In Alfred Hitchcocks Vertigo wurde Stewart insgesamt dreimal synchronisiert: 1958 zur Uraufführung von Siegmar Schneider, 1984 zur Wiederaufführung erneut von Schneider (die ursprüngliche Synchronfassung war nicht mehr verfügbar) und 1997, als der Film in einer restaurierten Fassung gezeigt wurde, von Sigmar Solbach.

## Filmografie

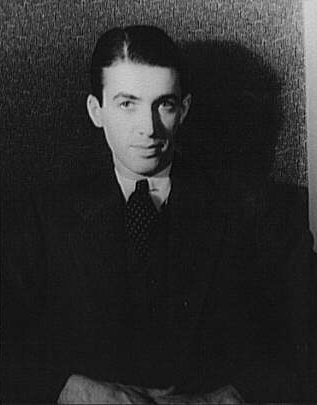
James Stewart auf einem Foto von Carl Van Vechten (1934)

- 1934: Art Trouble (Kurzfilm) – Regie: Richard Staub
- 1935: Der elektrische Stuhl (The Murder Man) – Regie: Tim Whelan
- 1936: Rose-Marie – Regie: W. S. Van Dyke
- 1936: Next Time We Love – Regie: Edward H. Griffith
- 1936: Seine Sekretärin (Wife vs. Secretary) – Regie: Clarence Brown
- 1936: Important News (Kurzfilm) – Regie: Edwin Lawrence
- 1936: Kleinstadtmädel (Small Town Girl) – Regie: William A. Wellman
- 1936: Speed – Regie: Edwin L. Marin
- 1936: The Gorgeous Hussy – Regie: Clarence Brown
- 1936: Zum Tanzen geboren (Born to Dance) – Regie: Roy Del Ruth
- 1936: Dünner Mann, 2. Fall (After the Thin Man) – Regie: W. S. Van Dyke
- 1937: Im siebenten Himmel (Seventh Heaven) – Regie: Henry King
- 1937: Der letzte Gangster (The Last Gangster) – Regie: Edward Ludwig
- 1937: Seekadetten (Navy Blue and Gold) – Regie: Sam Wood
- 1938: Of Human Hearts – Regie: Clarence Brown
- 1938: Vivacious Lady – Regie: George Stevens
- 1938: Engel aus zweiter Hand (The Shopworn Angel) – Regie: H. C. Potter
- 1938: Lebenskünstler (You Can’t Take It with You) – Regie: Frank Capra
- 1939: Ein ideales Paar (Made for Each Other) – Regie: John Cromwell
- 1939: Tanz auf dem Eis (The Ice Follies of 1939) – Regie: Reinhold Schünzel
- 1939: Mr. Smith geht nach Washington (Mr. Smith Goes to Washington) – Regie: Frank Capra
- 1939: Drunter und drüber (It’s a Wonderful World) – Regie: W. S. Van Dyke
- 1939: Der große Bluff (Destry Rides Again) – Regie: George Marshall
- 1940: Rendezvous nach Ladenschluß (The Shop Around the Corner) – Regie: Ernst Lubitsch
- 1940: Tödlicher Sturm (The Mortal Storm) – Regie: Frank Borzage
- 1940: Keine Zeit für Komödie (No Time for Comedy) – Regie: William Keighley
- 1940: Die Nacht vor der Hochzeit (The Philadelphia Story) – Regie: George Cukor
- 1941: Komm, bleib bei mir (Come Live with Me) – Regie: Clarence Brown
- 1941: Pot o’ Gold – Regie: George Marshall
- 1941: Mädchen im Rampenlicht (Ziegfeld Girl) – Regie: Robert Z. Leonard, Busby Berkeley
- 1942: Winning Your Wings – Regie: John Huston Dokumentarfilm
- 1946: Ist das Leben nicht schön? (It’s a Wonderful Life) – Regie: Frank Capra
- 1947: Fremde Stadt (Magic Town) – Regie: William A. Wellman
- 1948: Kennwort 777 (Call Northside 777) – Regie: Henry Hathaway
- 1948: On Our Merry Way – Regie: Leslie Fenton, King Vidor
- 1948: Cocktail für eine Leiche (Rope) – Regie: Alfred Hitchcock
- 1948: Startbahn ins Glück (You Gotta Stay Happy) – Regie: H. C. Potter
- 1949: Malaya – Regie: Richard Thorpe
- 1949: The Stratton Story – Regie: Sam Wood
- 1950: Mein Freund Harvey (Harvey) – Regie: Henry Koster
- 1950: Der gebrochene Pfeil (Broken Arrow) – Regie: Delmer Daves
- 1950: Winchester ’73 – Regie: Anthony Mann
- 1950: Der geheimnisvolle Ehemann (The Jackpot) – Regie: Walter Lang
- 1951: Die Reise ins Ungewisse (No Highway in the Sky) – Regie: Henry Koster
- 1952: Die größte Schau der Welt (The Greatest Show on Earth) – Regie: Cecil B. DeMille
- 1952: Meuterei am Schlangenfluß (Bend of the River) – Regie: Anthony Mann
- 1952: Stärker als Ketten (Carbine Williams) – Regie: Richard Thorpe
- 1953: Nackte Gewalt (The Naked Spur) – Regie: Anthony Mann
- 1953: Die Todesbucht von Louisiana (Thunder Bay) – Regie: Anthony Mann
- 1954: Tomorrow’s Drivers (Kurzfilm)
- 1954: Die Glenn Miller Story (The Glenn Miller Story) – Regie: Anthony Mann
- 1954: Über den Todespaß (The Far Country) – Regie: Anthony Mann
- 1954: Das Fenster zum Hof (Rear Window) – Regie: Alfred Hitchcock
- 1955: In geheimer Kommandosache (Strategic Air Command) – Regie: Anthony Mann
- 1955: Der Mann aus Laramie (The Man from Laramie) – Regie: Anthony Mann
- 1956: Der Mann, der zuviel wußte (The Man Who Knew Too Much) – Regie: Alfred Hitchcock
- 1957: Die Uhr ist abgelaufen (Night Passage) – Regie: James Neilson
- 1957: Lindbergh – Mein Flug über den Ozean (The Spirit of St. Louis) – Regie: Billy Wilder
- 1958: Vertigo – Aus dem Reich der Toten (Vertigo) – Regie: Alfred Hitchcock
- 1958: Meine Braut ist übersinnlich (Bell, Book And Candle) – Regie: Richard Quine
- 1959: Anatomie eines Mordes (Anatomy of a Murder) – Regie: Otto Preminger
- 1959: Geheimagent des FBI (The FBI Story) – Regie: Mervyn LeRoy
- 1960: Der Kommandant (The Mountain Road) – Regie: Daniel Mann
- 1961: Die X-15 startklar (X-15) (nur Stimme) – Regie: Richard Donner
- 1961: Zwei ritten zusammen (Two Rode Together) – Regie: John Ford
- 1962: Der Mann, der Liberty Valance erschoß (The Man Who Shot Liberty Valance) – Regie: John Ford
- 1962: Mr. Hobbs macht Ferien (Mr. Hobbs Takes a Vacation) – Regie: Henry Koster
- 1962: Das war der Wilde Westen (How the West Was Won) – Regie: John Ford, Henry Hathaway, George Marshall, Richard Thorpe
- 1963: In Liebe eine 1 (Take Her, She’s Mine) – Regie: Henry Koster
- 1964: Cheyenne (Cheyenne Autumn) – Regie: John Ford
- 1965: Geliebte Brigitte (Dear Brigitte) – Regie: Henry Koster
- 1965: Der Mann vom großen Fluß (Shenandoah) – Regie: Andrew V. McLaglen
- 1965: Der Flug des Phoenix (The Flight of the Phoenix) – Regie: Robert Aldrich
- 1966: Rancho River (The Rare Breed) – Regie: Andrew V. McLaglen
- 1968: Die fünf Vogelfreien (Firecreek) – Regie: Vincent McEveety
- 1968: Bandolero (Bandolero!) – Regie: Andrew V. McLaglen
- 1970: Geschossen wird ab Mitternacht (The Cheyenne Social Club) – Regie: Gene Kelly
- 1971: Die Gnadenlosen (Fool’s Parade) – Regie: Andrew V. McLaglen
- 1974: Das gibt’s nie wieder (That’s Entertainment!)
- 1976: The Shootist – Der letzte Scharfschütze (The Shootist) – Regie: Don Siegel
- 1976: Sentimental Journey (Kurzfilm) – Regie: Ferde Grofé Jr.
- 1977: Verschollen im Bermuda-Dreieck (Airport ’77) – Regie: Jerry Jameson
- 1978: Unsere Lassie (The Magic of Lassie) – Regie: Don Chaffey
- 1978: Tote schlafen besser (The Big Sleep) – Regie: Michael Winner
- 1980: Der Fremde im Regenwald (Afurika monogatari) – Regie: Susumu Hani
- 1991: Feivel, der Mauswanderer im Wilden Westen (An American Tail: Fievel Goes West; nur Stimme) – Regie: Phil Nibbelink, Simon Wells

### Fernsehauftritte (Auswahl)
- 1971–1972: Alle meine Lieben (The Jimmy Stewart Show; Fernsehserie, 24 Folgen)
- 1972: Harvey (Fernsehfilm)
- 1973–1974: Hawkins (Fernsehserie, 8 Folgen)
- 1980: Mr. Kruegers Weihnachtsabend Mr. Krueger’s Christmas (Fernsehfilm) – Regie: Kieth Merrill
- 1983: Am Ende des Weges (Right of Way) (Fernsehfilm)
- 1986: Fackeln im Sturm (North and South) (Miniserie, 2. Staffel, 6 Folgen)

## Auszeichnungen

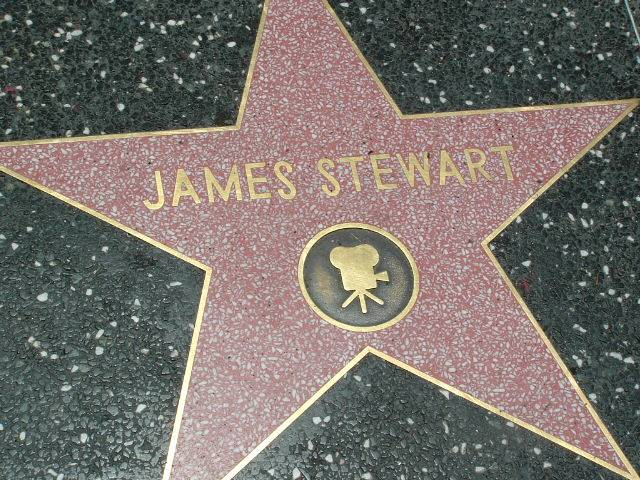
Stewarts Stern auf dem Hollywood Walk of Fame

- 1940: Oscar-Nominierung in der Kategorie Bester Hauptdarsteller für Mr. Smith geht nach Washington
- 1941: Oscar in der Kategorie Bester Hauptdarsteller für Die Nacht vor der Hochzeit
- 1947: Oscar-Nominierung in der Kategorie Bester Hauptdarsteller für Ist das Leben nicht schön?
- 1951: Oscar-Nominierung in der Kategorie Bester Hauptdarsteller für Mein Freund Harvey
- 1960: Oscar-Nominierung in der Kategorie Bester Hauptdarsteller für Anatomie eines Mordes
- 1962: Silberner Bär auf der Berlinale 1962 für Mr. Hobbs macht Ferien
- 1965: Golden Globe Award (Cecil B. DeMille Award) für sein Lebenswerk
- 1968: Screen Actors Guild Life Achievement Award
- 1968: Presidential Medal of Freedom
- 1974: Golden Globe in der Kategorie Bester Serien-Hauptdarsteller – Drama für Hawkins
- 1980: AFI Life Achievement Award des American Film Institute
- 1982: Goldener Ehrenbär auf der Berlinale 1982 für seine Verdienste um die Filmkunst
- 1985: Ehrenoscar für sein Lebenswerk
- 1985: Goldene Palme für sein Lebenswerk 38. Filmfestival Cannes
- 1985: Presidential Medal of Freedom
- 1990: Preis der US-amerikanischen Film Society of Lincoln Center für sein Lebenswerk
- 1990: Career Achievement Award für sein Lebenswerk des National Board of Review
- zwei Laurel Awards